# Щепановиці (Тарновський повіт)
Щепановиці (пол. Szczepanowice) — село в Польщі, у гміні Плесьна Тарновського повіту Малопольського воєводства.
Населення — 1513 осіб (2011).
У 1975-1998 роках село належало до Тарновського воєводства.

## Демографія
Демографічна структура станом на 31 березня 2011 року:
|          | Загалом | Допрацездатний вік | Працездатний вік | Постпрацездатний вік |
| -------- | ------- | ------------------ | ---------------- | -------------------- |
| Чоловіки | 759     | 159                | 533              | 67                   |
| Жінки    | 754     | 160                | 443              | 151                  |
| Разом    | 1513    | 319                | 976              | 218                  |